# Língua protogermânica

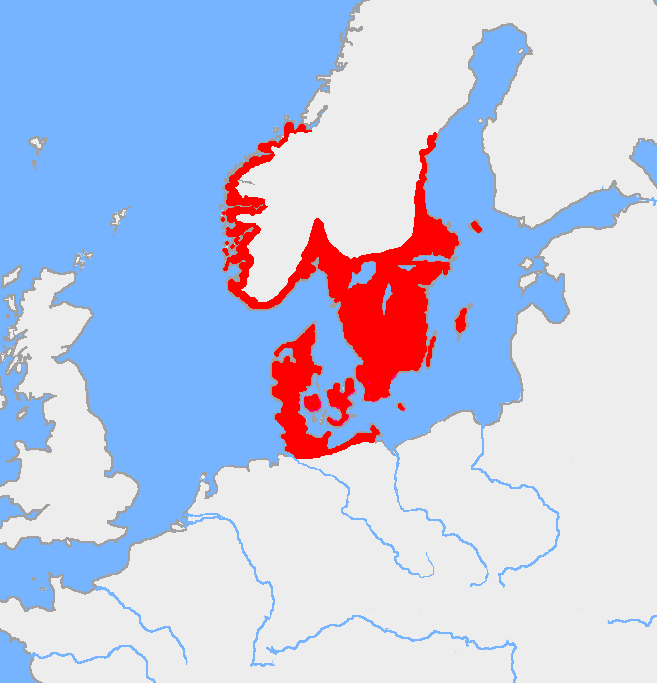
Mapa da cultura nórdica da Idade do Bronze, ca.

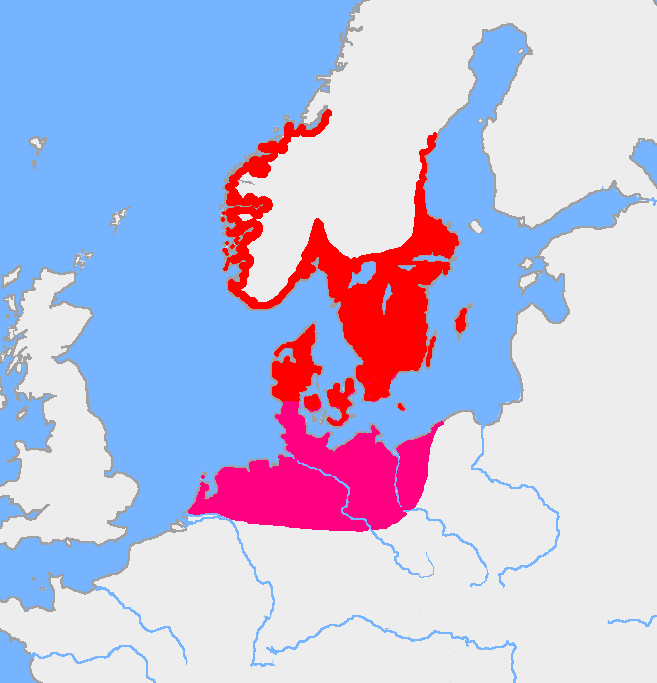
Mapa da cultura da Idade do Ferro pré-romana associada com o proto-germânico, c. 500- A área cor magenta ao sul da escandinávia representa a cultura Jastorf

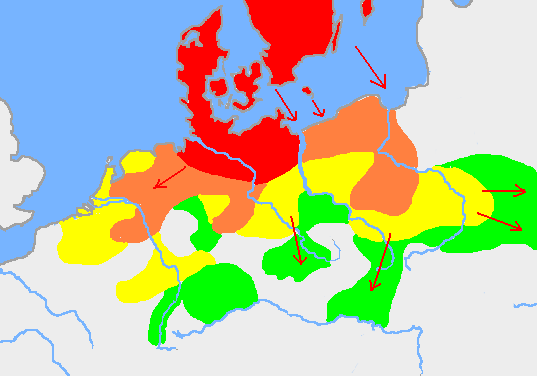
Expansão das tribos germânicas
– (segundo o Penguin Atlas of World History 1988):
Colônias antes de
Novas colônias até
Novas colônias até
Novas colônias até

O protogermânico, também chamado de germânico comum ou primitivo, é a protolíngua ancestral comum hipotética de todas as línguas germânicas tais como o moderno inglês, holandês, alemão, dinamarquês, norueguês, islandês, feroês e sueco. Não existem textos sobreviventes no protogermânico, sendo assim, a língua foi reconstruída. Entretanto, algumas poucas inscrições sobreviventes na escrita rúnica da Escandinávia datadas de ca. 200 parecem mostrar um estágio da língua protonórdica ou, segundo Bernard Comrie, protogermânico tardio seguindo imediatamente o estágio protogermânico.
Não existem registros da língua, mas ela pôde ser reconstruída com base nas suas descendentes, as línguas germânicas, por meio de métodos como a reconstrução comparativa e a reconstrução interna. Divide-se o desenvolvimento dessa protolíngua em dois estágios: pré-germanico (período de transição entre o protoindo-europeu e o germânico) e germânico comum (com mais estabilidade linguística). Em comparação ao protoindo-europeu, a inflexão de substantivos protogermânica havia se tornado mais simples, com a perda do ablaut indo-europeu, por exemplo.

## Origem e evolução
A língua protogermânica é descendente do protoindo-europeu, surgindo há no máximo 2.500 anos, por volta de 500 a.C.. Não é possível ter certeza de que modo o protogermânico se originou, pois apenas seus descendentes são documentados, mas pode-se aplicar o desenvolvimento do latim como um modelo para entendermos melhor o surgimento dessa língua. Assim, pode-se dizer que um grupo de falantes de algum dialeto protoindo-europeu teria se distanciado dos outros e se desenvolvido independentemente a partir daí, provavelmente por muito tempo como um grupo pequeno, mas com características linguísticas consistentes. Essas características seriam então passadas às línguas descendentes do protogermânico.

### Hipótese do substrato pré-germânico
Uma parte do vocabulário germânico tem clara origem pré-indo-europeia. Não apenas isso, mas a fonologia das línguas germânicas é radicalmente diferente do protoindo-europeu reconstruído. A teoria do "substrato pré-germânico" tenta explicar essa discrepância. Segundo essa teoria, a região em que os falantes de protogermânico se estabeleceram já era habitada por povos não-indo-europeus. Com a chegada dos indo-europeus, a língua que era lá falada entrou em contato com a dos povos migrantes. As línguas dos povos invadidos teria sido substituída pelo protogermânico, causando as diferenças citadas. Não há nenhuma evidência, fora o próprio vocabulário germânico, das línguas paleo-europeias que teria dado origem ao substrato.

### Evolução gramatical
Uma das características evolutivas desta protolíngua é que, enquanto a gramática protoindo-europeia é significantemente diferente das suas descendentes modernas, a do protogermânico é perceptivelmente similar à das línguas germânicas atuais. Isso supostamente se dá pois o protogermânico só passou a ser falado ao máximo há 2500 anos, e o último ancestral comum ítalo-celta e germânico surgiu no mínimo há 5000 anos (enquanto o protoindo-europeu passou a ser falado há cerca de 6000 anos), ou seja, grande parte do desenvolvimento das línguas germânicas atuais teria ocorrido anterior ao surgimento protogermânico.

#### Inflexão morfológica
Em parte, o desenvolvimento da morfologia inflexional protogermânico aparenta ser previsível. Entretanto, o sistema verbal foi completamente reestruturado, e houve o surgimento de um paradigma entre adjetivos 'fortes' e 'fracos', que foram mudanças mais complexas.

##### Mudanças inflexionais
O protogermânico manteve as classes inflexionais dos lexemas. Uma das principais mudanças foi a quase completa perda do dual, que sobreviveu apenas na inflexão de pronomes de primeira e segunda pessoa, além de uma "fossilização" do número no caso de um adjetivo que afetava duas frases que diferiam em gênero. Nesse caso, o adjetivo se manifestava neutro e plural, já que a terminação para o dual se fundiu fonologicamente com a do plural.

##### Sistema verbal
O sistema verbal germânico sofreu grandes mudanças na evolução do protoindo-europeu. Esse sistema não é tão diferente das línguas germânicas modernas, assim como outras coisas características gramaticais dessa protolíngua.
Assim como no latim mas significantemente diferente do protoindo-europeu, os verbos eram geralmente conjugados, com 3 formas de denotar passado e 6 formas de marcar presente (com algumas exceções). Outra diferença com sua língua-mãe é que as raízes verbais protogermânicas poderiam indicar tempo, com a maioria dos verbos tendo duas raízes, uma para o presente e outra para o passado.
Podem-se identificar raízes lexicais presentes subliminarmente na forma presente de verbos radicais, que então eram seguidas por uma vogal radical descendente de uma vogal temática protoindo-europeia.

### Evolução fonológica

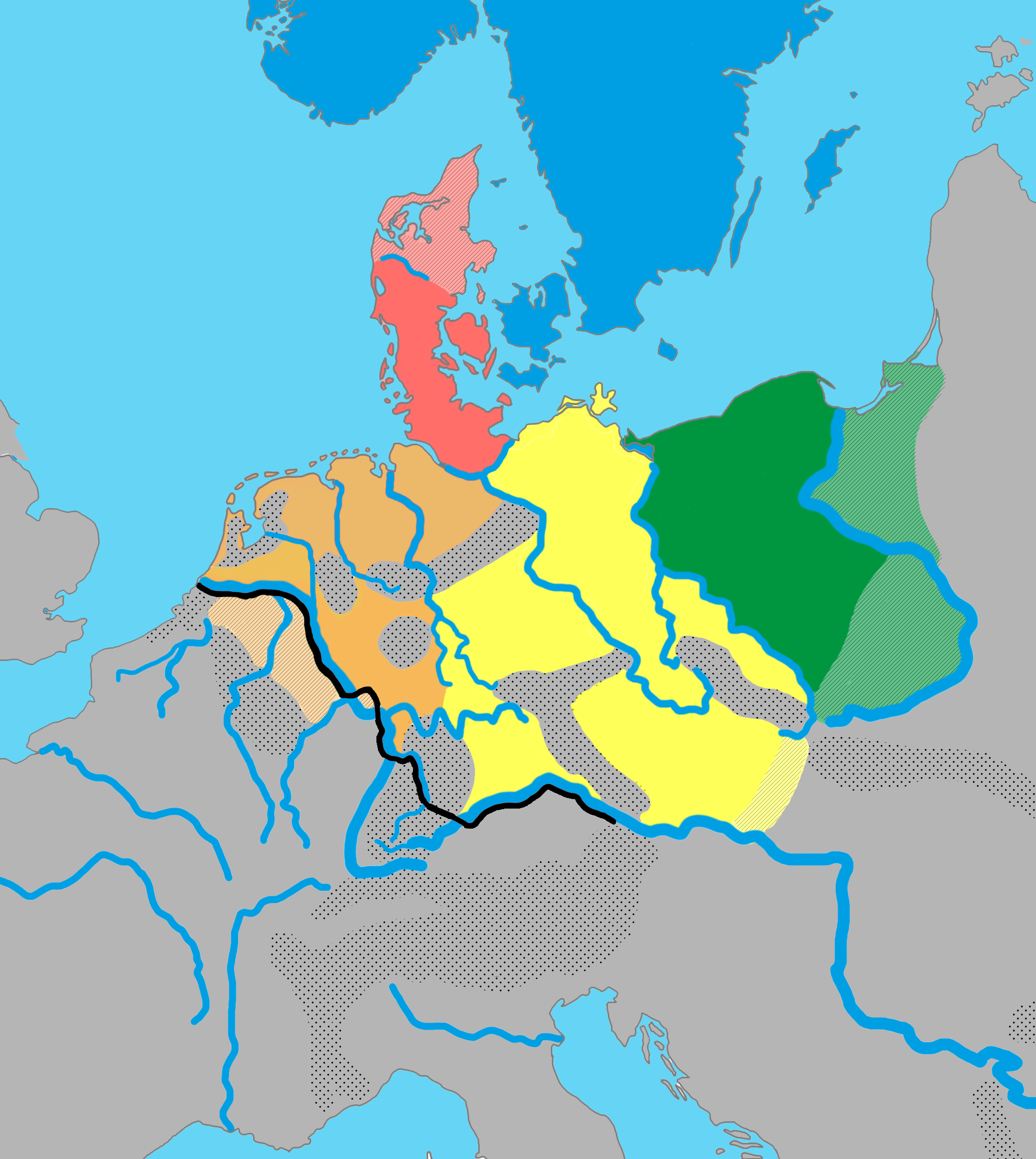
Uma distribuição proposta de cinco grupos dialetais primários do protogermânico na Europa por volta da virada da Era Comum (C.E.):
Germânico do norte (→Protonórdico em 300 E.C.)
Línguas ingveônicas
Línguas istveônicas
Línguas erminiônicas
Germânico oriental (→Gótico em 300 E.C.)

As seguintes mudanças são presumidas como tendo ocorrido na história do protogermânico no sentido mais amplamente do fim do protoindo-europeu até o ponto que o protogermânico começou a se quebrar em dialetos mutuamente ininteligíveis. As mudanças são listadas aproximadamente em ordem cronológica, com as mudanças que operam no resultado das anteriores aparecendo posteriormente na lista. As informações dos diferentes estágios e as mudanças associadas a cada estágio foram retiradas em sua maioria de Ringe 2006, Capítulo 3, "The Development of Proto-Germanic". Ringe, por sua vez, resume conceitos e a terminologia padrão.
| Fusão das plosivas "palatovelares" e "velares" do PIE ("centumização"): - /ḱ/ > /k/ — *ḱm̥tóm "Cem" > *km̥tóm > *hundą - /ǵ/ > /g/ — *wérǵom "Trabalho" > *wérgom > *werką - /ǵʰ/ > /gʰ/ — *ǵʰh₁yéti "Ir, andar" > *gʰh₁yéti > *gāną - Não é possível reconstruir a pronúncia exata das consoantes velares e palato-velares; pode ser que as palato-velares fossem na verdade velares simples e as velares fossem pronunciados ainda mais para trás (sendo pós-velar ou uvular), sendo assim, pode ser mais preciso dizer que, por exemplo, /ḱ/ > /k/ (ver, por exemplo, Ringe 2006, p. 89). Alguns estudiosos também afirmam que os dois tipos podem nem mesmo ter sido distintos no protoindo-europeu.[carece de fontes?] Veja línguas centum e línguas satem. |
| Epêntese de /u/ antes de soantes silábicas: - /m̥/ > /um/ — *ḱm̥tóm "Cem" > *kumtóm > *hundą - /n̥/ > /un/ — *n̥tér "Dentro" > *untér > *under "Dentre" - /l̥/ > /ul/ — *wĺ̥kʷos "Lobo" > *wúlkʷos > *wulfaz - /r̥/ > /ur/ — *wŕ̥mis "Minhoca" > *wúrmis > *wurmiz |
| Um /s/ epentético foi inserido no PIE depois de consoantes dentais quando elas eram seguidas por um sufixo começando com uma consoante dental. - Essa sequência se torna agora /TsT/ > /ts/ > /ss/ *wid-tós "Conhecido" (pronunciado *widstos) > *witstós > *wissós > *wissaz "Certo" - Não se sabe quando exatamente quando essas mudanças ocorreram; especula-se que ocorreram no começo da existência do protogermânico como língua separada. Esse foi provavelmente um desenvolvimento paralelo nos ramos itálico e céltico, não sendo, portanto, um desenvolvimento compartilhado. Isso é provado pois há evidências desse processo em estágio intermediário no gálico, enquanto a mudança já havia sido completada há muito tempo no latim da mesma época. |
| Consoantes geminadas são encurtadas depois de uma consoante ou uma vogal longa — *káyd-tis "Ato de chamar" (pronunciado *káydstis) > *káyssis > *káysis > *haisiz "Comando" |
| Vogais longas do final de palavras que perderam um som laríngeo entre vogais não-fechadas são alongadas para vogais "superlongas" — *séh₁mō "Sementes" > *séh₁mô > *sēmô - Diferentemente de outras línguas indo-europeias, as vogais eram contraídas, mas no germânico, elas se tornaram "superlongas". |
| Perda de consoantes larígeas, fonemizando os alofones de /e/: - Consoantes laríngeas do começo de palavras são perdidas antes de uma consoante — *h₁dóntm̥ "Dente (acusativo)" > *dóntum > *tanþų - Consoantes laríngeas são perdidas antes de vogais não-fechadas: - /h₁V/ > /V/ — *h₁ésti "é" > *ésti > *isti - /h₂e/ > /a/, /h₂V/ > /V/ caso contrário — *h₂énti "Na frente" > (com mudança no acento) *antí > *andi "Além do mais" - /h₃e/ > /o/, /h₃V/ > /V/ caso contrário — *h₃érō "Águia" > *órô > *arô - As consoantes laríngeas são perdidas após as vogais, mas alongam a vogal anterior: /VH/ > /Vː/ — *séh₁mō "Sementes" > *sēmô > *sēmô - Duas vogais se tornam um hiato por causa da mudança em uma vogal muito longa — *-oHom "Plural genitivo" > *-ôm > *-ǫ̂; *-eh₂es "eh₂-stem nom. pl." > *-âs > *-ôz - Na posição do final de palavras, as vogais longas resultantes permanecem distintas das (mais curtas do que) vogais excessivamente longas que eram formadas a partir das vogais longas finais do PIE — *-oh₂ "1º temática sing." > *-ō - Consoantes laríngeas continuam entre consoantes. |
| Lei de Cowgill: /h₃/ (e possivelmente /h₂/) é fortalecido para /k/ entre uma soante e /w/ — *n̥h₃mé "Nós dois" > *n̥h₃wé > *ungwé > *unk |
| Vocalização em /ə/ de consoantes laríngeas remanescentes não-iniciais e não-adjacentes a outras sílabas: /H/ > /ə/ — *ph₂tḗr "Pai" > *pətḗr > *fadēr; *sámh₂dʰos "Areia" > *sámədʰos > *samdaz - Se /ə/ estivesse em uma sílaba inicial, ele eventualmente se fundiria com /a/. |
| Labiovelares e sequências de velares mais *w são fundidos: - *éḱwos "Cavalo" > *ékwos > *ékʷos > *ehwaz - dungʰwā- "Luz" > dungʰʷā- > tungōn- |
| Labiovelares são delabializadas quando próximas a /u/ (ou /un/) e antes de /t/ *gʷʰénti- ~ *gʷʰn̥tí- "Matando" > *gʷʰúntis > *gʰúntis > *gunþiz "Batalha" |
| Perda de vogais curtas não fechadas no final da palavra /e/, /a/, /o/ — *wóyde "Ele(a) sabe" > *wóyd > *wait - A vogal precedente de /j/ ou /w/ é também perdida — *tósyo "Daquilo" > *tós > *þas - No entanto, as palavras enclíticas eram também afetadas — *-kʷe "E" > *-kʷ > *-hw - Quando a sílaba tônica é a perdida, a entonação muda para o começo da palavra — *n̥smé "Nos" > *n̥swé > *unswé > *úns > *uns (não *unz, mostrando que a perda ocorria também antes da lei de Verner) |
| Lei de Grimm: Mudança em cadeia das três séries de plosivas. As plosivas sonoras já haviam sumido antes de uma obstruente surda antes deste estágio. Labiovelares foram delabializadas antes de /t/. - As plosivas surdas tornam-se fricativas, a menos que precedidas por outro obstruente. Em uma sequência de duas obstruentes surdas, a segunda obstruente permanece uma plosiva. - /p/ > /ɸ/ (f) — *ph₂tḗr "Pai" > *fəþḗr > *fadēr - /t/ > /θ/ (þ) — *tód "Aquilo" > *þód > *þat - /k/ > /x/ (h) — *kátus "Luta" > *háþus > *haþuz; *h₂eǵs- "eixo" > (dessonorização) *aks- > *ahs- > *ahsō - /kʷ/ > /xʷ/ (hw) — *kʷód "O que" > *hʷód > *hwat - Já que a segunda das duas obstruentes não é afetada, as sequências /sp/, /st/, /sk/, e /skʷ/ continuam. - Como já dito, o /t/ continua, mas as outras consoantes se tornam fricativas surdas: - /bt/, /bʰt/, /pt/ > /ɸt/ — *kh₂ptós "Agarrado" > *kəptós > *həftós > *haftaz "Cativa" - /gt/, /gʰt/, /kt/ > /xt/ — *oḱtṓw "Oito" > *oktṓw > *ohtṓw > *ahtōu - /gʷt/, /gʷʰt/, /kʷt/ > /xt/ — *nokʷtm̥ "Noite acus." > *noktum > *nohtum > *nahtų - Plosivas sonoras são dessonorizadas: - /b/ > /p/ — *h₂ébōl "Maçã" > *ápōl > *aplaz (Reformado como radical a) - /d/ > /t/ — *h₁dóntm̥ "Dente acus." > *tónþum > *tanþų; *kʷód "o quê" > *hʷód > *hwat - /g/ > /k/ — *wérǵom "Trabalho" > *wérgom > *wérkom > *werką - /gʷ/ > /kʷ/ — *gʷémeti "Ela vai pisar subj." > *kʷémeþi > *kwimidi "Ele(a) vem" - As plosivas aspiradas tornam-se plosivas ou fricativas sonoras: - /bʰ/ > /b/ ([b,β]) — *bʰéreti "Ele(a) está carregando" > *béreþi > *biridi - /dʰ/ > /d/ ([d,ð]) — *dʰóh₁mos "Coisa colocada" > *dṓmos > *dōmaz "Julgamento" - /gʰ/ > /g/ ([g,ɣ]) — *gʰáns "Ganso" > *gáns > *gans - /gʷʰ/ > /gʷ/ ([gʷ,ɣʷ]) — *sóngʷʰos "Canto" > *sóngʷos > *sangwaz "Canção" - Apesar de haverem evidências de que a lei de Grimm foi, realmente, uma mudança unitária, não é possível ter certeza, havendo a possibilidade dela ter sido uma série de mudanças que não necessariamente estavam relacionadas entre si. |
| Lei de Verner: fricativas surdas são sonorizadas, no início, alofonicamente, quando eles são precedidos por uma sílaba não acentuada: - /ɸ/ > [β] — *upéri "Por cima" > *uféri > *ubéri > *ubiri - /θ/ > [ð] — *tewtéh₂ "Tribo" > *þewþā́ > *þewdā́ > *þeudō - /x/ > [ɣ] — *h₂yuHn̥ḱós "Jovem" > *yunkós > *yunhós > *yungós > *jungaz (Com -z por analogia) - /xʷ/ > [ɣʷ] — *kʷekʷléh₂ "Rodas (col)" > *hʷehʷlā́ > *hʷegʷlā́ > *hweulō - /s/ > [z] — *h₁régʷeses "Da escuridão" > *rékʷeses > *rékʷezez > *rikwiziz; *kʷékʷlos "Roda" > *hʷéhʷlos > *hʷéhʷloz > *hwehwlaz - Além disso, algumas pequenas palavras que geralmente não tinham sílaba tônica também foram afetadas — *h₁ésmi, *h₁esmi não tônico "Eu sou" > *esmi > *ezmi > *immi; *h₁sénti, *h₁senti não tônico "Eles" > *senþi > *sendi > *sindi (a variantes tônicas, que se tornariam *ismi e *sinþi, foram perdidas) |
| Todas as palavras tornam-se tônicas na primeira sílaba. O acento contrastivo do PIE é perdido, fonemizando a distinção de voz criada pela lei de Verner. |
| /gʷ/ > /b/ no começo de palavras — *gʷʰédʰyeti "Ele(a) está pedindo" > *gʷédyedi > *bédyedi > *bidiþi "Ele(a) pede, ele(a) reza" (com -þ- por analogia) |
| Assimilação de soantes: - /nw/ > /nn/ — *ténh₂us "Fino" ~ fem. *tn̥h₂éwih₂ > *tn̥h₂ús ~ *tn̥h₂wíh₂ > *þunus ~ *þunwī > *þunus ~ *þunnī > *þunnuz ~ *þunnī - /ln/ > /ll/ — *pl̥h₁nós "Cheio" > *fulnos > *fullos > *fullaz. Este desenvolvimento foi posterior ao contanto com as línguas lapônicas. Isso é demonstrado pelo empréstimo *pulna > *polnē "Monte". - /zm/ > /mm/ — *h₁esmi "Eu sou, não-est." > *ezmi > *emmi > *immi |
| /owo/ não tônico > /oː/: existem evidências da perda de /w/, contudo, elas são incomuns. Elas também não aparentam estarem ligadas à perda de /j/. — *-owos "Temático, 1º du." > *-ōz - Se essa tiver sido uma mudança natural, então ela deve ter ocorrido antes da mudança de /o/ pra /a/, durante o estágio pré-germânico. |
| /ew/ não tônico > /ow/ antes de uma consoante ou no final de palavras — *-ews "radical u gen., sg." > *-owz > *-auz |
| /e/ não tônico > /i/ exceto antes de /r/ — *-éteh₂ "Sufixo abstrato de substantivo " > *-eþā > *-iþā > *-iþō - /ej/ não tônico se contrai a /iː/ — *-éys "radical de i, gen., sg." > *-iys > *-īs > *-īz (com -z por analogia) - /e/ antes de /r/ se torna depois /ɑ/ mas não até depois da aplicação da mudança de i. - Algumas palavras que poderiam ser átonas como um todo também foram afetadas, frequentemente criando pares tônicos/não tônicos — *éǵh₂ "Eu" > *ek > *ik não tônico (permanecendo ao lado do *ek tônico) |

### Teorias de filogenia linguística
As línguas evoluem e se separam originando novas línguas de forma similar às espécies de seres vivos.
A filogenia aplicada à linguística histórica discute a ancestralidade e descendência das línguas. A filogenia trata de qual linhagem específica, no modelo em árvores linguísticas, melhor explica os caminhos de descendência de todos os membros de uma família linguística de uma protolíngua (na raiz da árvore) às línguas atestadas (nos galhos da árvore). As línguas germânicas têm o protogermânico em sua raiz, que é parte do ramo central da árvore indo-europeia, que por sua vez tem o protoindo-europeu em sua raiz.
Na história evolutiva de uma família linguística, os filólogos consideram um "modelo em árvore" genético apropriado apenas se as comunidades não permanecerem em contato efetivo à medida que suas línguas divergem. Os primeiros indo-europeus tinham contato limitado entre linhagens distintas e, excepcionalmente, a subfamília germânica exibia um comportamento menos semelhante a uma árvore, já que algumas de suas características foram adquiridas de vizinhos no início de sua evolução, e não de seus ancestrais diretos. A diversificação interna do germânico ocidental desenvolveu-se de uma maneira especialmente diferente de uma árvore.
É geralmente aceito que o protogermânico começou por volta de 500 a.C. Seu ancestral hipotético entre o final do protoindo-europeu e 500 a.C. é denominado pré-germânico.
Winfred P. Lehmann considerava o estágio da "primeira mudança sonora germânica" de Jacob Grimm, ou a lei de Grimm, e a lei de Verner, (que se referia principalmente a consoantes e foi considerada por muitas décadas como tendo gerado o protogermânico) como "pré-germânico" e sustentava que o "limite" desse estágio com o PIE era a fixação do acento, na sílaba raiz de uma palavra, normalmente na primeira sílaba. O protoindo-europeu apresentava um acento tonal móvel compreendendo "uma alternância de tons altos e baixos" como também o acento de posição determinado por um conjunto de regras.[carece de fontes?]
A fixação do acento tônico levou a mudanças sonoras nas sílabas átonas. Para Lehmann, o que separava o protogermânico era a omissão do -a ou -e final nas sílabas átonas; por exemplo, *wóyd-e > espera ou "sabe" em gótico, Antonsen concordava com Lehmann, mas mais tarde encontrou evidências rúnicas de que o -a não havia sido removido: ékwakraz… wraita, "Eu, Wakraz,… escrevi (isso)". Ele diz: "Devemos, portanto, procurar um novo limite inferior para o protogermânico."
O próprio esquema de Antonsen divide o protogermânico em um estágio inicial e um estágio posterior. O estágio inicial inclui a fixação do acento e as "mudanças espontâneas de vogais" resultantes, enquanto o estágio final é definido por dez regras complexas que definem as mudanças de vogais e consoantes.
Por volta de 250 a.C., o protogermânico começou a se ramificar em cinco grupos de germânicos: dois no oeste e no norte e um no leste.

## Fonologia

### Consoantes
Abaixo há uma tabela de fonemas consonantais do protogermânico.
| Tipo              | Bilabial | Bilabial | Dental | Alveolar | Alveolar | Palatal | Velar | Velar | Labial–velar | Labial–velar | Glotal |
| ----------------- | -------- | -------- | ------ | -------- | -------- | ------- | ----- | ----- | ------------ | ------------ | ------ |
| Nasal             | m        | m        |        | n        | n        |         | ŋ     | ŋ     |              |              |        |
| Oclusiva          | p        | b        | d      |          |          |         | k     | ɡ     | kʷ           | ɡʷ           |        |
| Aproximante       |          |          |        |          |          | j       |       |       | w            | w            |        |
| Lateral           |          |          |        | l        | l        |         |       |       |              |              |        |
| Vibrante múltipla |          |          |        | r        | r        |         |       |       |              |              |        |
| Fricativa         | f        | f        | þ      | s        | z        |         |       |       | hʷ           | hʷ           | h      |
| Aproximante       |          |          |        |          |          |         |       |       |              |              |        |

### Vogais
Abaixo há uma tabela dos fonemas vocálicos do protogermânico:
| Tipo    | Anterior | Anterior | Anterior   | Média | Média | Posterior | Posterior | Posterior  |
| Tipo    | curta    | longa    | superlonga | curta | longa | curta     | longa     | superlonga |
| ------- | -------- | -------- | ---------- | ----- | ----- | --------- | --------- | ---------- |
| Fechada | i        | iː       |            |       |       | u         | uː        |            |
| Média   | e        | eː       | eːː        |       |       |           | oː        | oːː        |
| Aberta  |          |          |            | a     | aː    |           |           |            |

#### Ditongos
- eu (~iu)[50]
- ai[50]
- au[50]

A formação do sistema vocálico protogermânico deu-se pela fusão de vogais protoindo-europeias.

## Morfologia
Eram inflexionados no protogermânico os pronomes, a maioria dos quantificadores, verbos, substantivos e adjetivos. Eles eram inflexionados para caso (vocativo, nominativo, acusativo, dativo, genitivo e instrumental) e número (singular e plural, tendo o dual apenas sobrevivido em pronomes de primeira e segunda pessoa). Em contraste, os verbos tinham um sistema de inflexão diferente e um pouco mais complexo.
Casos e suas funções:

|              | Funções                                                               |
| ------------ | --------------------------------------------------------------------- |
| Vocativo     | Endereço direto                                                       |
| Nominativo   | Sujeito de verbos finitos; complemento do verbo "ser", entre outras   |
| Acusativo    | Objeto direto; objeto de preposições; movimento direcionado ao objeto |
| Dativo       | Objeto indireto; posição; comparação; objeto de preposições           |
| Genitivo     | Complemento de sintagma nominal; objeto de preposições                |
| Instrumental | Expressão de instrumento; objeto de preposições                       |

### Inflexão de substantivos
A inflexão de substantivos do protogermânico era mais simples que a da sua língua materna, sendo que a maior parte do ablaut indoeuropeu desapareceu, substantivos temáticos se tornaram comuns, e vogais que terminavam raízes se fundiram com vogais que terminavam palavras. Existiam 6 casos: o vocativo, nominativo, acusativo, genitivo, dativo, e instrumental. Os substantivos se inflexionavam em dois números, singular e plural.
As categorias inflexionais nominais (não-verbais) perderam o número dual na transição do PIE para protogermânico.

#### Classes
Os substantivos eram divididos em classes de raízes e concordância. Essas classes foram herdadas inalteradas do PIE.
- Raízes de a: masculino e neutro (de longe a maior classe[55]);
- raízes de ō: feminino;
- raízes de jō/ō: feminino;
- raízes de i: todos os três gêneros (poucos neutros);
- raízes de u: todos os três gêneros (poucos neutros, poucos femininos);
- raízes de n: todos os três gêneros (poucos neutros);
- raízes de r/n: dois neutros;
- raízes de r: cinco masculinos e femininos;
- raízes de z: neutro;
- outras raízes consonantais: todos os três gêneros (poucos neutros).[55]

### Inflexão verbal
Os verbos na língua protogermânica pertenciam a 4 diferentes classes inflexionais: os fortes, fracos, pretéritos-presentes e anômalos. Eles eram inflexionados conforme tempo, modo, número e pessoa. Todos os verbos tinham raízes para o tempo presente, que também tinha o modo imperativo, passado finito e passado particípio, que tinham os modos indicativo e subjuntivo, o último sendo descendente do optativo do protoindo-europeu.

#### Verbos fortes
As formas duais, passivas e do imperativo na terceira pessoa não são possíveis de ser reconstruídas seguramente pois estas foram apenas atestadas no gótico e não é possível saber se já estavam presentes no protogermânico.

### Inflexão de adjetivos
Os adjetivos eram inflexionados em dois modelos paralelos chamados de 'forte' e 'fraco', sendo esse sistema único ao ramo germânico do protoindo-europeu. Todos os adjetivos fortes aparentam ser raízes vocálicas, salvo o particípio presente de *-nd- e possivelmente o particípio fossilizado da palavra para "verdade".

#### Inflexão forte
Salvo poucos detalhes, pode-se reconstruir a inflexão dos adjetivos de raiz a e о̄ seguramente. O adjetivo "bom" é um exemplo de adjetivo dessa raiz, sua inflexão é apresentada abaixo:
|              | Singular (Masculino) | Plural (Masculino) |
| ------------ | -------------------- | ------------------ |
| Nominativo   | gо̄daz                | gо̄dai              |
| Acusativo    | gо̄danǭ               | gо̄danz             |
| Genitivo     | gо̄das                |                    |
| Dativo       | gо̄dammai             |                    |
| Instrumental | gо̄dana (incerto)     |                    |

|              | Singular (Neutro) | Plural (Neutro) |
| ------------ | ----------------- | --------------- |
| Nominativo   | gо̄da              | gо̄dо̄            |
| Acusativo    | gо̄da              | gо̄dо̄            |
| Genitivo     | gо̄das             | gо̄daizǫ̂         |
| Dativo       | gо̄dammai          | gо̄daimaz        |
| Instrumental | gо̄dana            | gо̄daimiz        |

|              | Singular (Feminino) | Plural (Feminino) |
| ------------ | ------------------- | ----------------- |
| Nominativo   | gо̄dо̄                | gо̄dôz             |
| Acusativo    | godǭ                | gо̄dо̄z             |
| Genitivo     | gо̄daizо̄z            |                   |
| Dativo       | gо̄daizôi (incerto)  |                   |
| Instrumental | gо̄daizо̄             |                   |

Presume-se que havia sincretismo dos três gêneros no caso oblíquo do plural pois em todas as línguas descendentes do protogermânico apresentam essa característica.

#### Inflexão fraca
No protogermânico, a inflexão fraca é presumida a ser idêntica à inflexão dos substantivos derivados de adjetivos de raiz n pois este é o caso em todas as suas línguas descendentes.

## Formação de palavras
Como no protoindo-europeu, o sistema de formação de palavras era complexo.

### Composição de palavras

#### Composição verbal
Aparentemente, por causa de vários exemplos disso nas línguas descendentes, algumas combinações de verbos e preverbos indo-europeus se tornaram lexemas separados no protogermânico.

#### Composição nominal
Este sistema se manteve majoritariamente inalterado no protogermânico em comparação com o sistema do protoindo-europeu.

## Sintaxe
Pensa-se que a sintaxe refletia a do PIE com poucas mudanças. Supostamente, a língua tinha uma ordem SOV, contudo, não se pode dizer com certeza a estrutura de frases do protogermânico, pois as evidências escritas mais antigas de línguas germânicas são escritas de forma poética ou são traduções. As únicas exceções são textos rúnicos, contudo, eles também são escritos sob diversas regras, sem contar que muitas são curtas demais. A hipótese da ordem SOV se sustenta na inscrição do Chifre de Ouro de Gallehus, contendo uma sentença não-poética aliterativa.
A sequência OV se suporta em diversos registros escritos de línguas germânicas antigas, como os cornos de Gallehus, o Beowulf, a pedra de Tune, e muitos outros registros protonórdicos, nórdicos antigos e ingleses antigos, que apresentam dita ordem.

### Negação
Usava-se a partícula ne para se expressar negação. Outra partícula, un-, era adicionada a substantivos e advérbios e sobrevive em palavras inglesas como uncleanliness (lit.  "impureza"), mas foi perdida a verbos e cláusulas nas línguas modernas.

### Tempos e modos verbais
No indicativo, haviam apenas dois tempos: pretérito e presente, sendo o presente também usado para expressar tempo futuro. Em certos casos, poder-se-ia usar o subjuntivo para denotar o presente e passado. Geralmente, demarcavam-se os tempos por meio de flexão verbal.

## Semântica e cultura
O conhecimento de uma língua e seu sistema semântico é essencial à compreensão da cultura de seus falantes. Para a cultura germânica, têm-se os relatos de Júlio César no seu livro De Bello Gallico e o livro Germânia, de Tácito, ambos dando informações similares. O relato de Júlio César sugere que os germânicos eram caçadores-coletores, organizados, em tempos de paz, sob chefes tribais em pequenos grupos, realizando caçadas e expedições militares.

### Práticas sociais
Tácito descreve a sociedade protogermânica como tendo regras sociais rígidas para relações sexuais, sendo a abstinência considerada um sinal de força. Na sociedade germânica, a primeira relação sexual não deveria ocorrer antes dos 20 anos.

## Contribuições arqueológicas
Em uma teoria importante desenvolvida por Andrev V. Bell-Fialkov, Christopher Kaplonski, Wiliam B. Mayer, Dean S. Rugg, Rebeca W e Wendelken sobre as origens germânicas, os falantes de indo-europeu chegaram nas planícies no sul da Suécia e Jutlândia, o centro da Urheimat ou "habitação original" dos povos germânicos, antes da Era do Bronze Nórdica, que começou cerca de 4500 anos atrás. Esta é a única área onde nenhum nome de lugar pré-germânico foi encontrado. Esta região era certamente povoada anteriormente; a falta de nomes indica um povoamento indo-europeu tão antigo e denso que os nomes anteriormente utilizados foram completamente substituídos. Se horizontes arqueológicos são indicativos de uma língua comum (o que não é facilmente comprovado), os falantes de indo-europeu devem ser identificados com as mais espalhadas culturas de utensílios impressos por corda ou de machados de batalha e possivelmente com a anterior cultura do pote com pescoço em funil que se desenvolveu no final da cultura neolítica da Europa ocidental.
O protogermânico então desenvolveu-se a partir do indo-europeu falado nesta região Urheimat. A sucessão de horizontes arqueológicos sugere que antes que a língua diferenciasse nos ramos individuais das línguas germânicas os falantes do protogermânico viveram no sul da Escandinávia e ao longo da costa desde a Holanda a oeste até o Vístula a leste por volta de 750 a.C..
Uma outra teoria, que também inclui o surgimento do protogermânico é a teoria da continuidade paleolítica. As conclusões desta outra teoria difere em alguns detalhes da teoria acima apresentada.[carece de fontes?]

### Evidência em outras línguas
Em algumas línguas não germânicas faladas nas áreas adjacentes às falantes de germânico existem palavras que acredita-se foram emprestadas do proto-germânico. Algumas destas palavras são (com a forma reconstruída em P-N): rõngas (estoniano)/rengas (finlandês) < hrengaz (anel), kuningas (finlandês) < kuningaz (rei), ruhtinas (finlandês) < druhtinaz (sv. drott), püksid (estoniano) < bukse (calças), silt (estoniano) < skild (moeda), märk/ama (estoniano) < mērke (ver, olhar), riik (estoniano) < rik (terra, propriedade), väärt (estoniano) < vaērd (valoroso), kapp (estoniano) / "kaappi" (finlandês) < skap (gavetas; estante).[carece de fontes?]

## Processo de reconstrução
Foram usados três métodos para reconstruir a língua protogermânica: o método de reconstrução interna, que consiste na análise dos estágios fonológicos dos morfemas ao longo do tempo de uma única língua, o método comparativo, que se dá pela comparação de palavras cognadas em línguas presumidas serem parentes, e o exame de resíduos culturais.

### Livros
- Ringe, Donald (2006). From Proto-Indo-European to Proto-Germanic. Oxônia: Oxford University Press. ISBN 978-0199284139;
- Lehiste, Ilse (2002). «Comparative Reconstruction». Principles and Methods for Historical Linguistics. Massachussets: MIT Press. ISBN 9780262100205;
- Lehmann, Winfred P. (2007).  Slocum, Jonathan, ed. A Grammar of Proto-Germanic. Austin: UTEXAS Linguistics Research Center;
- Lehmann, Winfred P. (1993). «The comparative method». Historical Linguistics: an Introduction. Londres e Nova Iorque: Routledge. ISBN 978-0262518499;
- Finbow, Tom (2016). Gramática histórica da  língua inglesa. São Paulo: Pearson Education do Brasil. ISBN 9788543020389;
- Jeffers, Robert J.; Lehiste, Ilse (1979). «Internal Reconstruction». Principles and Methods for Historical Linguistics. Inglaterra: The MIT Press;
- Luay, Nakhleh; Ringe, Don; Warnow, Tandy (2005). «Perfect Phylogenetic Networks: A New Methodology for Reconstructing the Evolutionary History of Natural Languages». Language. 81 (2). doi:10.1353/lan.2005.0078;
- Lass, Roger (1994). «2 - Indo-European to Proto-Germanic to West Germanic». In:  Lass, Roger. Old English. A Historical Linguistic Companion. Reino Unido: Cambridge University Press. ISBN 9780521458481. doi:10.1017/CBO9780511621000.005;
- Nakhleh, Luay; Ringe, Don; Warnow, Tandy (2005). «Perfect Phylogenetic Networks: A New Methodology for Reconstructing the Evolutionary History of Natural Languages» (PDF). Language. 81 (2). JSTOR 4489897.

### Páginas daweb
- Bragança, Álvaro (2002). «Iniciação à Filologia Germânica». Breve história comparada do inglês e do alemão. CiFEFiL. Consultado em 10 de julho de 2021;
- Bizzocchi, Aldo Luiz (2003). «Por uma revisão da historiografia tradicional das línguas germânicas». O conceito de germance. CiFEFiL. Rio de Janeiro. Consultado em 10 de julho de 2021.